# Erastria marginata
Erastria marginata är en fjärilsart som beskrevs av Swinhoe 1904. Erastria marginata ingår i släktet Erastria och familjen mätare. Inga underarter finns listade i Catalogue of Life.